# STIP
Studenten Techniek In Politiek, kortweg STIP, is een gemeenteraadspartij in de Nederlandse gemeente Delft, provincie Zuid-Holland. Een aanzienlijk deel van de partijleden is student aan de Technische Universiteit Delft. De partij is in 1993 opgericht en begonnen met een zetel in de gemeenteraad. De studenten in de gemeenteraad rouleren ieder jaar. In maart 2018 behaalde STIP zes zetels en werd de tweede partij in de gemeenteraad na GroenLinks. In 2022 kreeg de partij de meeste stemmen.

## Signatuur
De partij is naar eigen zeggen niet louter een partij die opkomt voor studentenbelangen, maar profileert zich als een partij die er is voor alle burgers van Delft.

## Geschiedenis
STIP is in 1993 opgericht door een groep studenten uit onvrede over de slechte samenwerking tussen de TU Delft en de gemeente, en de geringe binding van de gemeenteraad met de universitaire bevolking. Bij de verkiezingen in 1994 haalde de partij direct een zetel. Bij de daaropvolgende verkiezingen in 1998 haalde STIP twee zetels, en kreeg ze een plaats in het College van burgemeester en wethouders. De verkiezingen in 2002 betekende de derde zetel voor STIP, en wederom nam de partij deel aan het gemeentebestuur met een wethouder. In 2003 wist STIP dankzij cultuurwethouder Christiaan Mooiweer een legale grafittiplaats te bewerkstelligen in de Prinses Irenetunnel.
In 2006 verloor de partij een zetel en kwam zij uit op twee zetels. Zij bleef wel deel uitmaken van het college en leverde een wethouder. 
Bij de verkiezingen van 2010 behaalde de partij drie zetels. De gemeenteraadsverkiezingen van 2014 leverden STIP vier raadsleden op en wederom een wethouder. De zes zetels in 2018 was bijzonder, ondanks de groei van de raad van 37 naar 39. In 2022 werd de partij voor de eerste keer de grootste in Delft.

## Verkiezingsresultaten
In Delft levert STIP al sinds 1998 een wethouder. De plaats van STIP in de gemeenteraad van Delft (39 raadszetels) was de afgelopen jaren als volgt:
| Jaar | Stemmen | Percentage | Zetels | Wethouders | Coalitie                                  |
| ---- | ------- | ---------- | ------ | ---------- | ----------------------------------------- |
| 1994 | 2.111   | 4,6%       | 1      | 0          | Oppositie                                 |
| 1998 | 2.524   | 5,8%       | 2      | 1          | PvdA, GroenLinks, STIP, D66               |
| 2002 | 3.698   | 8,2%       | 3      | 1          | PvdA, VVD, GroenLinks, STIP, D66          |
| 2006 | 3.026   | 7,0%       | 2      | 1          | PvdA, VVD, GroenLinks, STIP               |
| 2010 | 3.287   | 8,0%       | 3      | 1          | D66, PvdA, GroenLinks, CDA, STIP          |
| 2014 | 5.072   | 11,4%      | 4      | 1          | D66, STIP, GroenLinks, PvdA, VVD          |
| 2018 | 6.677   | 14,8%      | 6      | 1          | GroenLinks, STIP, D66, VVD, PvdA          |
| 2022 | 6.745   | 15,8%      | 6      | 1          | STIP, GroenLinks, D66, PvdA, ChristenUnie |

## Trivia
Delft is niet de enige Nederlandse gemeente met een studenten- of jongerenpartij in de gemeenteraad. Utrecht, Groningen, Leiden en Wageningen kennen respectievelijk Student & Starter, Student en Stad, Studenten voor Leiden en Wageningen Connect.